# 山红红
山红红（1959年9月—），女，河南郑州人，中国石油化工专家，博士，教授、博士生导师，主要研究领域为重质油加工、化学反应工程和工业催化。

## 生平
1982年毕业于华东石油学院炼油工程专业，后留校任教。1991年晋升副教授，1997年晋升教授。1999年到加拿大的阿尔伯塔大学做访问学者。1994年任石油大学石油炼制系副主任，1996年升任石油炼制系主任，2000年担任化学化工学院院长。2004年2月升任中国石油大学（华东）副校长。2005年7月升任中国石油大学（华东）校长。
2017年1月至2020年9月任中国石油大学（北京）党委书记。

## 社会兼职
- 中华人民共和国教育部化学工程与工艺专业教学指导委员会副主任委员
- 中国石油学会理事
- 中国石油教育学会高等教育专业委员会主任
- 山东省石油学会副理事长